# Monze (Zambia)
Monze (Zambia) – miasto w Zambii, w Prowincji Południowej. Według danych szacunkowych na rok 2010 liczy 40 843 mieszkańców.